# Blason d'Evere
Le blason d'Evere, sous sa forme actuelle, date du 15 novembre 1928. Il est basé sur l'écu du dernier seigneur d'Evere, le vicomte Adrien Walckiers de Tronchiennes et sur le saint protecteur de la commune, saint Vincent.

## Description
Son blasonnement est :
- Écu : vicomte Adrien Ange Walckiers de Tronchiennes (1721 - 1799)[note 1] « Parti, au premier d'or au faucon au naturel, contourné, posé sur un rocher de trois coupeaux de gueules, mouvant de la pointe et surmonté d'une étoile à six rais du même ; au second de gueules au faucon au naturel posé sur un rocher de trois coupeaux d'or, mouvant de la pointe et surmonté d'une étoile à six rais du même. »
- Tenant : « Écu tenu de la senestre par un saint Vincent auréolé assis tenant de la dextre un sceptre de lyses (fleurdelysé), le tout d'argent. »

## Couleurs d'Evere
- Blason : or et gueules.
- Drapeau et logo : Vert et blanc.

## Historique
Le blason créé par le conseil communal dirigé par le bourgmestre Willem Van Leeuw est officialisé par arrêté royal signé en date du 15 novembre 1928.

## Sceau communal
Le sceau communal reprenant le blason de la commune date de 1931 (sans les deux étoiles à six rais).

La légende circulaire actuelle date de 1995 :
- français : « ADMINISTRATION COMMUNALE D'EVERE - ARRONDISSEMENT ADMINISTRATIF DE BRUXELLES-CAPITALE »
- néerlandais : « GEMEENTEBESTUUR EVERE - ADMINISTRATIEF ARRONDISSEMENT BRUSSEL-HOOFDSTAD »